# Cotiledone

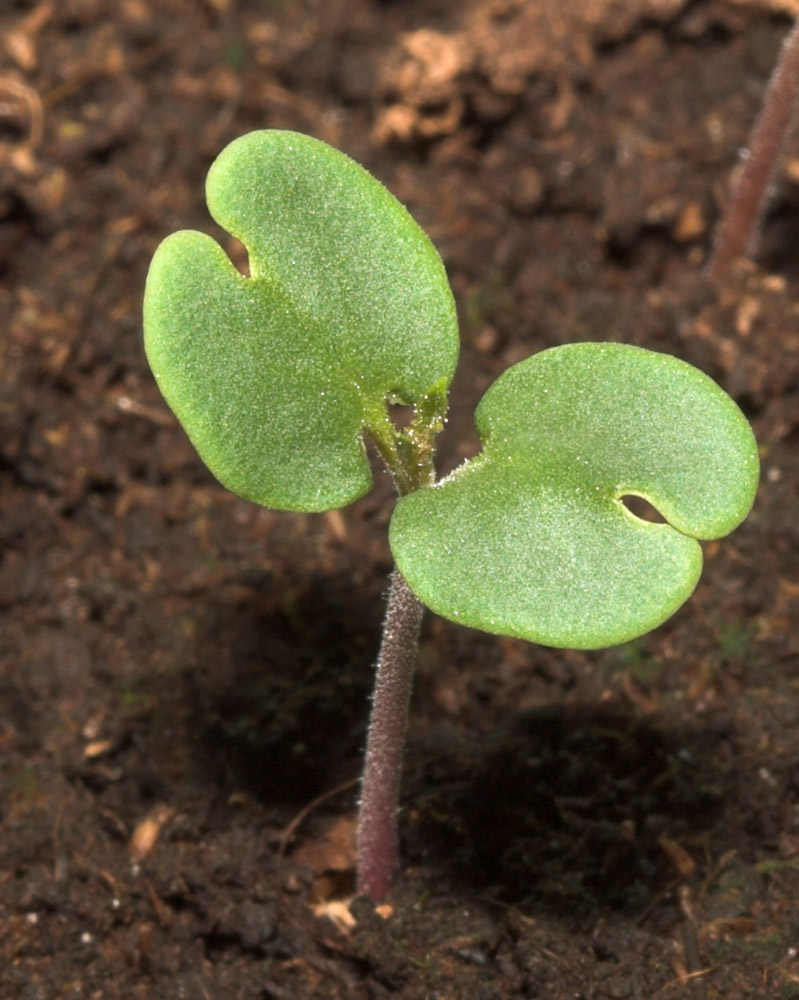
I due cotiledoni di Jacaranda mimosifolia in fase di germinazione

I cotiledoni sono foglie embrionali carnose, con struttura semplificata e, in generale, con funzione di nutrimento dell'embrione dall'inizio della germinazione al momento in cui si sviluppano la radice e le prime foglie e fino a che l'individuo sia in grado di compiere la fotosintesi, e quindi di nutrirsi autonomamente. Il nome deriva dal greco κοτυληδών (cotyledòn), che ha il significato di "coppa", "cavità".

## Caratteristiche
Nelle Gimnosperme i cotiledoni sono numerosi, mentre nelle Angiosperme si riducono a due (Dicotiledoni) o uno (Monocotiledoni).
Anatomicamente, i cotiledoni si trovano a metà strada tra l'apice della radice e la gemma apicale, che darà origine al germoglio (cioè l'insieme di fusto e foglie). Durante la germinazione, nelle piante a crescita ipocotile (sezione tra la radichetta e il/i cotiledoni) i cotiledoni fuoriescono dal terreno e assumono, oltre alla funzione di riserva, quella di fotosintesi (ad esempio nel fagiolo). I semi con questa caratteristica sono detti epigei. Viceversa, se i cotiledoni restano nel suolo, il seme è detto ipogeo, a crescita epicotile (sezione compresa tra i cotiledoni e le prime foglie vere), come avviene per il pisello.
La germinazione comporta l'allungamento dell'asse embrionale ad opera dell'attività dei meristemi primari apicali (a tal proposito si vedano i tessuti meristematici). La prima parte del fusto a differenziarsi si forma quindi tra i cotiledoni e la gemma, che si sposta verso l'alto. Questa porzione, compresa tra i cotiledoni e le prime vere foglie (dette nomofilli) è detta asse epicotile ed è quella che, ad esempio, si vede uscire dal terreno durante la germinazione del seme di pisello. Nel caso del fagiolo, la fuoriuscita dei cotiledoni dal terreno avviene per allungamento della porzione dell'asse embrionale posta tra i cotiledoni e la radice, non si tratta quindi né di fusto, né di radice. Ad essa è dato il nome di asse ipocotile o semplicemente ipocotile.
In generale, le foglie embrionali o cotiledoni sono legati alla funzione di nutrizione dell'embrione durante la germinazione. Tuttavia non sempre i cotiledoni hanno funzione di riserva, cioè non sempre essi accumulano amido e proteine da rendere disponibili all'embrione in sviluppo. Nelle Graminaceae, le riserve per la germinazione sono extra-embrionali, si trovano nell'albume o endosperma secondario del seme (da cui peraltro si ricavano le farine dei cereali). In questo caso, l'unico cotiledone, detto scutello, svolge funzione austoriale, cioè assorbe sostanze nutrienti dall'albume per renderli disponibili all'embrione. Le radici prendono la forma geotropica, cioè tendono sempre ad andare verso il basso in qualsiasi modo si pianti il seme.

## Galleria d'immagini

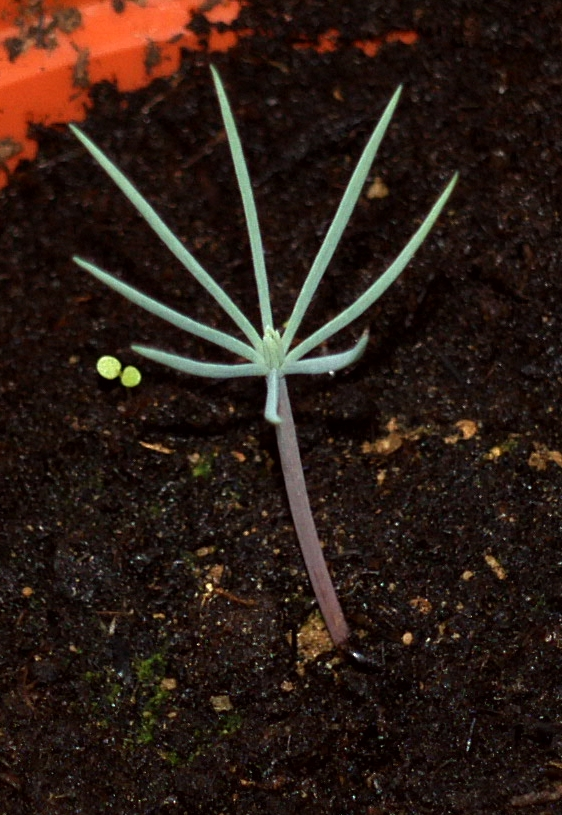
Otto cotiledoni in Pinus halepensis
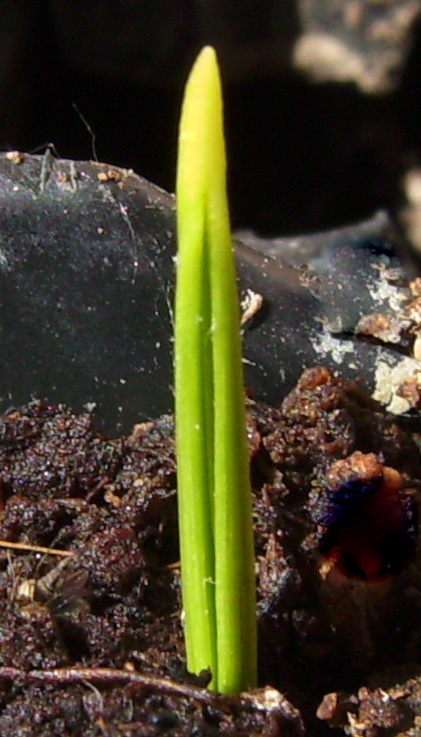
Singolo cotiledone in Chamaerops humilis
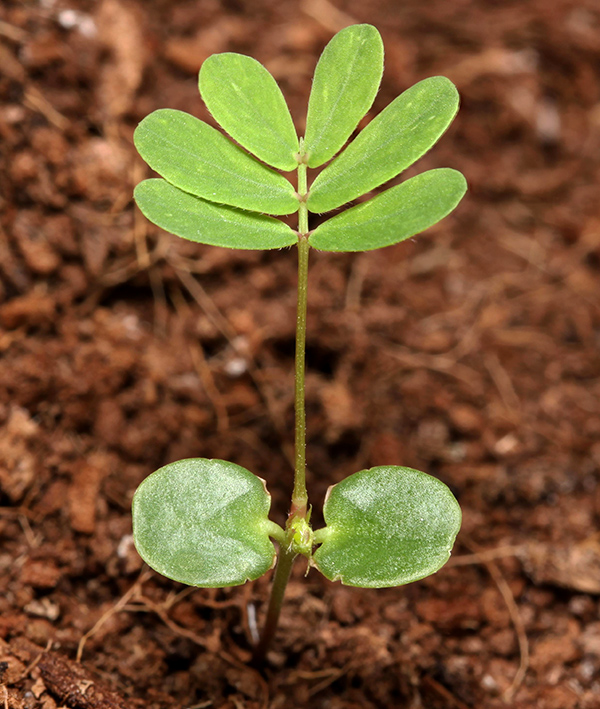
Mimosa pudica: i due cotiledoni e la prima vera foglia